# آلفين كوران
آلفين كوران (بالإنجليزية: Alvin Curran)‏ هو ملحن أمريكي، ولد في 13 ديسمبر 1938 في بروفيدنس في الولايات المتحدة.

## وصلات خارجية
- الموقع الرسمي
- آلفين كوران على موقع IMDb (الإنجليزية)
- آلفين كوران على موقع ميوزك برينز (الإنجليزية)
- آلفين كوران على موقع أول ميوزيك (الإنجليزية)
- آلفين كوران على موقع ديسكوغز (الإنجليزية)
- آلفين كوران على موقع قاعدة بيانات الفيلم (الإنجليزية)